# Darren Aronofsky
Darren Aronofsky (n. 12 februarie 1969) este un regizor, scenarist și producător american.

## Biografie
Darren Aronofsky s-a născut în 1969 la Brooklyn, New York, într-o familie de evrei. Părinții săi, Abraham și Charlotte Aronofsky erau profesori de liceu.
Și-a urmat cursurile la Liceul Edward R. Murrow și la Universitatea Harvard, studiind filmologia. Aici l-a cunoscut pe Matthew Libatique cu care a colaborat o lungă perioadă de timp. Este câștigătorul mai multor premii în domeniu, printre care și Premiul Național de Film, în special după pelicula Supermarket Sweep, cu Sean Gullette.
Abia după cinci ani a mai făcut încă un film. Producția cu Sean Gullette a fost una cu un buget mic, de 60.000 de dolari și a fost vândută companiei Artisan Entertainment pentru un milion de dolari. Încasările au depășit trei milioane de dolari și a câștigat Independent Spirit Award și premiul pentru Cel mai bun film la la Festivalul de Film Sundance. A urmat Requiem for a Dream, cu un buget de 3,5 milioane, care a avut la bază romanul omonim scris de Hubert Selby Jr., iar Ellen Burstyn a fost nominalizată pentru Premiul Oscar pentru cea mai bună actriță. A urmat propunerea de a regiza filmul Batman Begins, pe care a refuzat-o și a început producția la cel de-al treilea film al său, The Fountain, care a primit atât cronici favorabile cât și contestări, iar încasările au fost mici fațî de bugetul filmului. A urmat filmul The Wrestler,  cu Mickey Rourke și Marisa Tomei în rolurile principale, pentru care au primit și nominalizări la Premiile Oscar. Mickey Rourke a primit Globul de Aur pentru interpretarea sa, iar Bruce Springsteen a fost premiat pentru cea mai originală coloană sonoră. Următorul său film a fost Lebăda Neagră, care a primit cinci nominalizări la Premiile Oscar, inclusiv pentru Cel mai bun film și Cel mai bun regizor. A fost nominalizat la Globurile de Aur pentru Cel mai bun film, Cel mai bun regizor și cel mai bun scenariu. La Premiile BAFTA  a fost nominalizat la 12 categorii - un record în istoria acestor premii. În martie 2011 era programată producția următorului său film, The Wolverine, dar a renunțat la proiect din cauza programului încărcat.

## Filmografie

### Filme
| An   | Film                | Regizor | Producător | Scenarist | Altele | Note                       |
| ---- | ------------------- | ------- | ---------- | --------- | ------ | -------------------------- |
| 1998 | Pi                  | Da      | Da         | Da        | Da     | Assistant positive cutter  |
| 2000 | Requiem for a Dream | Da      |            | Da        | Da     | Visitor (uncredited cameo) |
| 2002 | Below               |         | Da         | Da        |        |                            |
| 2006 | The Fountain        | Da      |            | Da        |        |                            |
| 2008 | The Wrestler        | Da      | Da         |           |        |                            |
| 2010 | Black Swan          | Da      |            |           |        |                            |
| 2010 | The Fighter         |         | Da         |           |        | Executive Producer         |
| 2014 | Noah                | Da      | Da         | Da        |        |                            |
| 2015 | Zipper              |         | Da         |           |        | Executive Producer         |
| 2016 | Jackie              |         | Da         |           |        |                            |
| 2017 | Aftermath           |         | Da         |           |        |                            |
| 2017 | Mother!             | Da      | Da         | Da        |        |                            |
| 2018 | White Boy Rick      |         | Da         |           |        |                            |

### Scurtmetraje
| An   | Film              | Regizor | Producător | Scenarist |
| ---- | ----------------- | ------- | ---------- | --------- |
| 1991 | Supermarket Sweep | Da      |            | Da        |
| 1991 | Fortune Cookie    | Da      | Da         |           |
| 1993 | Protozoa          | Da      |            | Da        |
| 1994 | No Time           | Da      |            |           |

### Televiziune
- One Strange Rock[20]